# Zweite Schlacht von Lilybaeum
Koordinaten: 37° 48′ 0″ N, 12° 26′ 0″ O
Saguntum – Lilybaeum II – Rhone – Ticinus – Trebia – Cissa – Trasimenischer See – Ager Falernus – Geronium – Cannae – Nola I – Nola II – Ibera – Cornus – Nola III – Beneventum I – Syrakus – Tarentum I – Capua I – Beneventum II – Silarus – Herdonia I – Obere Baetis – Capua II – Herdonia II – Numistro – Asculum – Tarentum II – Neu Karthago – Baecula – Grumentum – Metaurus – Ilipa – Crotona – Große Felder – Cirta – Zama
Die Zweite Schlacht von Lilybaeum war das erste Seegefecht zwischen Römern und Karthagern im Zweiten Punischen Krieg.

## Vorgeschichte
Der Zweite Punische Krieg begann mit dem Angriff der Karthager auf die römerfreundliche Stadt Saguntum. Nach den Erfolgen im Ersten Punischen Krieg wollte nun der römische Statthalter (Prätor) von Sizilien, Marcus Aemilius Lepidus, als Racheakt die Karthager in der Nähe von Sizilien angreifen, was er auch mit einer Flotte von 30 Quinquereme tat. In Lilybaeum (heutiges Marsala) lebten auch nach der vertragsgemäßen Abtretung der Stadt zahlreiche Karthager, die nach der Friedensvertragsverletzung durch Hannibal von den Römern nun diskriminiert wurden.
Weiter griff Aemilius die auf den Liparischen Inseln lebenden Karthager an. Während dieser Überfälle war eine karthagische Flotte von Karthago nach Norden gefahren, um Sizilien anzugreifen und so Hannibal Zeit zu verschaffen. Sie wollten nun die römische Stadt Lilybaeum angreifen. Aemilius griff diese Flotte im Sommer 218 v. Chr. an.

## Die Schlacht
Am Vortag der Schlacht kam ein Sturm auf, der mehrere der 30 karthagischen Schiffe beschädigte. Als am darauffolgenden Tag die römische Flotte aufkreuzte, versuchten die Karthager, die römischen Schiffe auszumanövrieren. Aemilius setzte in dieser Schlacht den Corvus ein, der sich schon im Ersten Punischen Krieg bewährt hatte, und so war es den römischen Legionären ein Leichtes, die leichtbewaffneten karthagischen Krieger zu besiegen. Die Römer konnten sieben Schiffe kapern und insgesamt 1.700 Männer gefangen nehmen. Die restlichen karthagischen Schiffe flohen.

## Folgen
Die Karthager machten nach dieser Niederlage keinen Versuch mehr, Sizilien anzugreifen. Die Insel blieb während des ganzen Zweiten Punischen Kriegs in römischer Hand.